# Guararapes
Guararapes, o morro dos Guararapes en portuguès brasiler, és un turó situat en la localitat brasilera de Jaboatão dos Guararapes, just en el límit municipal amb la capital pernambucana, Recife.
En aquesta localització van tenir lloc les famoses batalles de Guararapes –la primera, l'any 1648 i la segona, el 1649– que van ser cabdals en la lluita de la Corona Portuguesa contra el Brasil neerlandès. El turó està protegit des de 1965 i actualment s'hi troba dintre dels terrenys del Parc Històric Nacional de Guararapes, sota l'administració de l'Exèrcit brasiler.
Al turó s'hi pot visitar l'Església de Nossa Senhora dos Prazeres dos Montes Guararapes, que data del segle xvii, on es troben les restes mortals de dos dels herois de Guararapes i de la Insurrecció Pernambucana: André Vidal de Negreiros i João Fernandes Vieira.
La capçalera de les pistes de l'aeroport internacional Recife-Guararapes es troba a només 500 metres d'aquest element geogràfic.

## Toponímia
El topònim Guararapes prové del terme tupí gûararapé, que significa "camí de les guararas": gûarara, guarara (una espècie d'au) + apé, camí.